# Metroul din Amsterdam
Metroul din Amsterdam este un sistem mixt de transport pe cale ferată, utilizat în Amsterdam și localitățile înconjurătoare: Amstelveen, Diemen și Ouder-Amstel. Rețeaua este deținută de municipalitatea din Amsterdam și operată de către Gemeentelijk Vervoerbedrijf, compania care administrează și tramvaiele, bacurile și autobuzele locale.
Sistemul are patru linii de metrou. Linia Nord-Sud a fost dată în folosință în anul 2018. Această linie conectează nordul orașului cu Amstelveen și traversează centrul istoric.